# Siva čaplja
Siva čaplja (lat. Ardea cinerea) je vrsta čaplje koja je u Hrvatskoj redovita gnjezdarica, koja nastanjuje močvare i rado se zadržava u trsticima stajaćih voda.

## Opis
Siva čaplja je velika ptica duga 90 – 100 cm, s rasponom krila od 175 do 195 cm te težinom od 1 do 2 kg. Perje ove ptice je sive i bijele boje. Hrani se ribama i žabama, a osim njih i malim sisavcima i pticama. Zimi kada se stajaće vode zalede, sive čaplje odlaze do najbliže rijeke i tamo provode zimu. Odrasle sive čaplje na glavi imaju prepoznatljivu kukmu crne boje. Sezona parenja počinje u veljači, a završava krajem travnja. Siva čaplja gnijezdi se u koloniji. Mužjak i ženka zajedno grade gnijezdo, ženka izleže 1-6 jaja koja su svjetloplave boje i ovalna oblika. Inkubacija traje oko mjesec dana, a za mladunce skrbe oba roditelja.

## Taksonomija
Postoje četiri podvrste sive čaplje:
- Ardea cinerea cinerea Linnaeus, 1758. Europa, Afrika, zapadna Azija
- Ardea cinerea jouyi Clark, 1907. istočna Azija
- Ardea cinerea firasa Hartert, 1917. Madagaskar
- Ardea cinerea monicae Jouanin & Roux, 1963.

Jako je slična američkoj velikoj plavoj čaplji, a razlika je u neznatno manjoj veličini i kestenjasto-smeđim bokovima i butovima.

## Ponašanje

### Hrana i hranjenje
Hrani se u plitkoj vodi, a najčešće lovi ribe, žabe i insekte sa svojim dugim kljunom. Čaplje također mogu uloviti male sisavce, gmizavce, a povremeno love čak i tek izležene ptiće, piliće i ostale male ptice. U lovu često nepomično čekaju plijen ili se polako prikradaju svojoj žrtvi.
U Nizozemskoj, siva čaplja je postala jako raširena vrsta u ovom desetljeću zato što su se čaplje u velikom broju preselile u urbanu sredinu. Tamo čaplje love na svoj uobičajeni način, ali također mogu jesti hranu koju su im ostavili ljudi ili hranu iz kaveza ptica kao što su pingvini i pelikani u zoološkim vrtovima, a neke čak ljudi hrane u svojim domovima.

## Vanjske poveznice
- Život ptice, vrste   Arhivirana inačica izvorne stranice od 4. siječnja 2009. (Wayback Machine) (engl.)
- videi crne čaplje  Arhivirana inačica izvorne stranice od 9. ožujka 2016. (Wayback Machine) na internetskoj kolekciji ptica(engl.)
- Fotografije vrsta sive čaplje u Crnoj šumi, Njemačka (engl.)
- Poziv sive čaplje (Prava audio zvučna datoteka s radija Sveriges Radio P2) (njem.)
- Dob i parenje (PDF), Javier Blasco-Zumeta  Arhivirana inačica izvorne stranice od 12. studenoga 2013. (Wayback Machine) (engl.)
- Fotografije sive čaplje  Arhivirana inačica izvorne stranice od 30. travnja 2013. (Wayback Machine) Slike i oglašavanje sive čaplje (engl.)
- Siva čaplja lovi, ubija i jede malog zeca (engl.)

|  | Zajednički poslužitelj ima stranicu o temi Siva čaplja |